# Linet Masai
Pour les articles homonymes, voir Masai (homonymie).
Linet Chepkwemoi Masai, souvent Linet Masai (née le 5 décembre 1989 à Kapsokwony, district du mont Elgon) est une athlète kényane spécialiste des courses de fond.

## Biographie
C'est la jeune sœur de Moses Ndiema Masai (Fiche IAAF) et la grande sœur de Dennis Chepkongin Masai. En 2007, Linet Masai remporte la course junior des Championnats du monde de cross-country de Mombasa et s'adjuge le titre par équipe avec ses coéquipières kényanes. Encore junior, elle termine à la quatrième place du 3 000 et du 5 000 m de la Finale mondiale de l'athlétisme de Stuttgart. En début de saison 2008, à l'occasion des Championnats du monde de cross-country d'Édimbourg, elle remporte la médaille de bronze de la course individuelle, et obtient par ailleurs la médaille d'argent par équipe. Sélectionnée dans l'équipe du Kenya pour participer aux Jeux olympiques de Pékin, Linet Masai termine au pied du podium du 10 000 m en établissant un nouveau record du monde junior de l'épreuve en 30 min 26 s 50.
En 2009, l'athlète kényane remporte deux nouvelles médailles à l'occasion des Championnats du monde de cross-country d'Amman, l'argent en individuel derrière sa compatriote Florence Kiplagat, et l'or au terme du classement par équipes. Le 15 août 2009, Linet Masai enlève le titre du 10 000 mètres des Championnats du monde de Berlin en établissant, en 30 min 51 s 24, son meilleur temps de l'année. Elle devance les Éthiopiennes Meselech Melkamu et Wude Ayalew.
En 2011, lors des Mondiaux de Daegu, elle se classe 3e du 10 000 m en 30 min 53 s 59 derrière ses compatriotes Vivian Cheruiyot et Sally Kipyego.

## Palmarès
| Année | Compétition                     | Lieu         | Résultat | Épreuve             |
| ----- | ------------------------------- | ------------ | -------- | ------------------- |
| 2007  | Championnats du monde cross     | Mombasa      | 1re      | Course junior       |
| 2007  | Finale mondiale de l'athlétisme | Stuttgart    | 4e       | 3 000 m             |
| 2007  | Finale mondiale de l'athlétisme | Stuttgart    | 4e       | 5 000 m             |
| 2008  | Championnats du monde de cross  | Édimbourg    | 3e       | Course individuelle |
| 2008  | Championnats du monde de cross  | Édimbourg    | 2e       | Par équipe          |
| 2008  | Jeux olympiques                 | Pékin        | 3e       | 10 000 m            |
| 2008  | Finale mondiale de l'athlétisme | Stuttgart    | 5e       | 3 000 m             |
| 2008  | Finale mondiale de l'athlétisme | Stuttgart    | 4e       | 5 000 m             |
| 2009  | Championnats du monde de cross  | Amman        | 2e       | Course individuelle |
| 2009  | Championnats du monde de cross  | Amman        | 1re      | Par équipe          |
| 2009  | Championnats du monde           | Berlin       | 1re      | 10 000 m            |
| 2010  | Championnats du monde de cross  | Bydgoszcz    | 2e       | Course individuelle |
| 2010  | Championnats du monde de cross  | Bydgoszcz    | 1re      | Par équipe          |
| 2011  | Championnats du monde de cross  | Punta Umbría | 2e       | Course individuelle |
| 2011  | Championnats du monde de cross  | Punta Umbría | 1re      | Par équipes         |
| 2011  | Championnats du monde           | Daegu        | 3e       | 10 000 m            |

## Records

### Records du monde
- Record du monde junior du 10 000 m : 30 min 26 s 50 (Jeux olympiques d'été de 2008)

### Records personnels
- 3 000 m - 8 min 38 s 97 min (2007)
- 5 000 m - 14 min 47 s 14 min (2008)
- 10 000 m - 30 min 26 s 50 min (2008)